# Pływanie na Letnich Igrzyskach Olimpijskich 1932 – 100 m stylem grzbietowym kobiet
100 m stylem grzbietowym kobiet – jedna z konkurencji pływackich rozgrywanych podczas X Igrzysk Olimpijskich w Los Angeles. Eliminacje odbyły się 10 sierpnia, a finał 11 sierpnia 1932 roku.
Zwyciężczynią wyścigu została reprezentantka gospodarzy Eleanor Holm, która w eliminacjach uzyskała czas 1:18,3 i ustanowiła tym samym nowy rekord olimpijski, zaledwie o 0,1 s wolniejszy od jej rekordu świata. Srebrny medal wywalczyła Australijka Bonnie Mealing ze stratą prawie 2 s do Amerykanki. Brąz zdobyła Valerie Davies z Wielkiej Brytanii (1:22,5). Broniąca tytułu mistrzyni olimpijskiej sprzed czterech lat, reprezentantka Holandii Marie Braun zakwalifikowała się do finału, jednak z powodu nagłej choroby nie mogła w nim płynąć.

## Rekordy
Przed zawodami rekord świata i rekord olimpijski wyglądały następująco:
| Rekord            | Zawodniczka  | Czas   | Miejsce     | Data            |       |
| ----------------- | ------------ | ------ | ----------- | --------------- | ----- |
| Rekord świata     | Eleanor Holm | 1:18,2 | Jones Beach | 16 lipca 1932   |       |
| Rekord olimpijski | Marie Braun  | 1:21,6 | Amsterdam   | 9 sierpnia 1928 | [ 1 ] |

W trakcie zawodów ustanowiono następujące rekordy:
| Data        | Etap konkurencji | Zawodniczka  | Czas   | Rekord |
| ----------- | ---------------- | ------------ | ------ | ------ |
| 10 sierpnia | eliminacje       | Eleanor Holm | 1:18,3 | OR     |

## Wyniki

### Eliminacje
Do finału zakwalifikowały się dwie najlepsze pływaczki z każdego wyścigu oraz najszybsza zawodniczka spośród tych, które zajęły trzecie miejsca.
Wyścig eliminacyjny 1
| Miejsce | Zawodniczka     | Państwo           | Czas   | Uwagi |
| ------- | --------------- | ----------------- | ------ | ----- |
| 1.      | Eleanor Holm    | Stany Zjednoczone | 1:18,3 | Q,    |
| 2.      | Bonnie Mealing  | Australia         | 1:21,6 | Q     |
| 3.      | Phyllis Harding | Wielka Brytania   | 1:22,6 | q     |
| 4.      | Puck Oversloot  | Holandia          | 1:23,5 |       |
| 5.      | Misao Yokota    | Japonia           | 1:25,1 |       |

Wyścig eliminacyjny 2
| Miejsce | Zawodniczka    | Państwo           | Czas     | Uwagi |
| ------- | -------------- | ----------------- | -------- | ----- |
| 1.      | Valerie Davies | Wielka Brytania   | 1:22,0   | Q     |
| 2.      | Joan McSheehy  | Stany Zjednoczone | 1:22,5   | Q     |
| 3.      | Ruth Kerr      | Kanada            | 1:28,2   |       |
| 4.      | Maria Lenk     | Brazylia          | 9:99,9 ! | DSQ   |

Wyścig eliminacyjny 3
| Miejsce | Zawodniczka     | Państwo         | Czas   | Uwagi |
| ------- | --------------- | --------------- | ------ | ----- |
| 1.      | Marie Braun     | Holandia        | 1:23,8 | Q     |
| 2.      | Joyce Cooper    | Wielka Brytania | 1:25,0 | Q     |
| 3.      | Marjorie Linton | Kanada          | 1:29,1 |       |

### Finał
| Miejsce | Zawodniczka     | Państwo           | Czas   | Uwagi |
| ------- | --------------- | ----------------- | ------ | ----- |
| 1 !     | Eleanor Holm    | Stany Zjednoczone | 1:19,4 |       |
| 2 !     | Bonnie Mealing  | Australia         | 1:21,3 |       |
| 3 !     | Valerie Davies  | Wielka Brytania   | 1:22,5 |       |
| 4.      | Phyllis Harding | Wielka Brytania   | 1:22,6 |       |
| 5.      | Joan McSheehy   | Stany Zjednoczone | 1:23,2 |       |
| 6.      | Joyce Cooper    | Wielka Brytania   | 1:23,4 |       |